# Forever Changes
Forever Changes (1967) fue el tercer álbum publicado por el quinteto de Los Ángeles Love. Tras la marcha del teclista Alban "Snoopy" Pfisterer y del flautista/saxofonista Tjay Cantrelli, los cinco componentes restantes actuaron en 9 de las 11 pistas del álbum. Fue el primer álbum producido por Arthur Lee, con la ayuda de Bruce Botnick, después de que la producción original, fuertemente criticada, por parte del entonces componente de Buffalo Springfield, Neil Young, fuera retirada.
Las sesiones comenzaron en junio de 1967, habiendo sido el grupo parcialmente reemplazado por los conocidos músicos angelinos Billy Strange (guitarra), Don Randi (piano), Hal Blaine (batería) y, con toda seguridad, Carol Kaye (bajo).
Tras varias audiciones, el grupo retomó su trabajo en agosto y continuó durante septiembre, poniéndose rápidamente las bases para los siguientes nueve temas, con un coste aproximado de 2257 dólares. De raíces acústicas, según los críticos las letras del álbum son un reflejo de lo que era la mentalidad en el año 1967.
"Cuando hice aquel álbum" comenta Arthur Lee, "pensaba que iba a morir en aquel momento en particular, así que aquellas eran mis últimas palabras". Esta versión es corroborada por las que son quizás las líneas más famosas del álbum, en la canción "The Red Telephone": 
| "Sitting on a hillside                    | "Sentado en la ladera de una colina      |
| Watching all the people die               | viendo a toda la gente morir             |
| I'll feel much better on the other side." | me sentiré mucho mejor en el otro lado." |

El disco es endulzado con arreglos de cuerda y de corno francés por parte de David Angel; el álbum fue publicado en noviembre, con una cubierta de Bob Pepper, alcanzando un modesto puesto 154 en la lista de la revista Billboard. Sin embargo, sí logró alcanzar el top 30 en Gran Bretaña. Únicamente tras la ruptura de la banda el disco sería realmente reconocido como la obra maestra que es considerada hoy en día por la prensa musical. En 2001 fue vuelto a publicar por Rhino Records, con el reclamo de canciones remezcladas, versiones inéditas y el sencillo de 1968 "Your Mind and We Belong Together" / "Laughing Stock", las últimas pistas en las que actuaban John Echols, Ken Forssi, Michael Stuart-Ware y, al parecer, Bryan MacLean.
En 1998 los lectores de Q magazine votaron a Forever Changes como el número 82 entre los mejores álbumes de todos los tiempos. En La lista de los 100 mejores discos de Joe S. Harrington figura como el número 69. La revista Rolling Stone lo situó en el número 40 de entre una lista de 500 en su número del 11 de diciembre de 2003. En un número especial de la revista Mojo, alcanzó el segundo puesto en una lista de los mejores álbumes psicodélicos de todos los tiempos. Forever Changes también logró el puesto número 83 en una encuesta realizada por en canal de televisión británico Channel 4 para determinar los 100 mejores álbumes de todos los tiempos.

## Listado de pistas

### Publicación original de noviembre de 1967
1. Alone Again Or (Maclean, 3:16)
2. A House Is Not a Motel (Lee, 3:31)
3. Andmoreagain (Lee/Maclean, 3:18)
4. The Daily Planet (Lee, 3:30)
5. Old Man (Maclean, 3:02)
6. The Red Telephone (Lee, 4:46)
7. Maybe the People Would Be the Times or Between Clark and Hilldale (Lee, 3:34)
8. Live and Let Live (Lee, 5:26)
9. The Good Humor Man He Sees Everything Like This (Lee, 3:08)
10. Bummer in the Summer (Lee, 2:24)
11. You Set the Scene (Lee, 6:56)
Temas extra incluidos en la nueva edición de febrero de 2001
12. Hummingbirds (Lee, 2:43)
13. Wonder People (I Do Wonder) (Lee, 3:27)
14. Alone Again Or (alternate mix) (MacLean, 2:55)
15. You Set the Scene (alternate mix) (Lee, 7:01)
16. Your Mind And We Belong Together (tracking session highlights) (Lee, 8:16)
17. Your Mind And We Belong Together (Lee, 4:28)
18. Laughing Stock (Lee, 2:33)

## Personal

### Músicos
- Arthur Lee: vocalista principal, guitarra, arreglista
- John Echols: guitarra principal
- Bryan MacLean: guitarra rítmica, vocalista, arreglista (vocalista principal en "Alone Again Or" y "Old Man")
- Ken Forssi: bajo
- Michael Stuart: batería y percusión
- además de
- Billy Strange: guitarra en "Andmoreagain" y "The Daily Planet"
- Don Randi: piano on "Andmoreagain" y "The Daily Planet"
- Hal Blaine: batería en "Andmoreagain" y "The Daily Planet"
- Carol Kaye: (posiblemente) bajo en "Andmoreagain"
- David Angel: arreglista, arreglos orquestales
- Orquesta: Robert Barene, Arnold Belnick, James Getzoff, Marshall Sosson, Darrel Terwilliger (violines); Norman Botnick (viola); Jesse Ehrlich (violoncelo); Chuck Berghofer (double bass); Bud Brisbois, Roy Caton, Ollie Mitchell (trumpets); Richard Leith (trombón)

### Producción y diseño
- Bruce Botnick y Arthur Lee: Productores
- Jac Holzman: supervisor de producción
- Zal Schreiber: grabación
- William S. Harvey: diseño de la carátula
- Bob Pepper: cubierta